# Polajna
Polajna (Duits: Poleine) is een plaats in Slovenië en maakt deel uit van de gemeente Zreče in de NUTS-3-regio Savinjska.